# Émile Carrara
Émile Carrara (Argenteuil, 11 januari 1925 - Kopenhagen, 14 mei 1992) was een Frans wielrenner. 

## Biografie
Carrara was professioneel wielrenner van 1946 tot 1959. In zijn amateurtijd en het begin van zijn profcarrière was hij vooral actief als wegrenner. Hij won als amateur op 19-jarige leeftijd de tijdrit GP des Nations en versloeg hierbij een aantal grote profwielrenners. In 1947 verrichtte hij opnieuw een uitzonderlijke prestatie door het winnen van het Criterium der Azen. Toen hij na enkele jaren bij de professionals voor een carrière als baanrenner koos, specialiseerde hij zich in het rijden van zesdaagsen. 
Hij reed in totaal 63 zesdaagsen, waarvan hij er 10 als eerste wist te beëindigen. Van deze 10 won hij er 5 samen met zijn landgenoot Guy Lapébie.
Met dit aantal overwinningen staat hij gedeeld 64e in de ranglijst aller tijden van zesdaagsenoverwinningen. 
Carrara vestigde zich in Denemarken. Zijn zoon Pascal Carrara was eveneens een professioneel wielrenner.

## Overzicht zesdaagsenoverwinningen
| Nr. | Jaar   | Zesdaagse van | Samen met           |
| --- | ------ | ------------- | ------------------- |
| 1   | 1949   | Saint-Etienne | Raymond Goussot     |
| 2   | 1951-1 | Hannover      | Guy Lapébie         |
| 3   | 1951   | München       | Guy Lapébie         |
| 4   | 1951-2 | Berlijn       | Guy Lapébie         |
| 5   | 1952-1 | Berlijn       | Guy Lapébie         |
| 6   | 1952-1 | Dortmund      | Guy Lapébie         |
| 7   | 1952-2 | Berlijn       | Heinz Zoll          |
| 8   | 1952   | Hannover      | Georges Senfftleben |
| 9   | 1952   | Saint-Etienne | Georges Senfftleben |
| 10  | 1954-2 | Berlijn-2     | Dominique Forlini   |

| Aantal | Samen met                                          |
| ------ | -------------------------------------------------- |
| 5      | - Guy Lapébie                                      |
| 2      | - Georges Senfftleben                              |
| 1      | - Raymond Goussot - Heinz Zoll - Dominique Forlini |

## Ereplaatsen als wegrenner en baanrenner
1944
- 1e in GP des Nations

1945
- 2e in GP des Nations

1946
- 5e in Luik-Bastenaken-Luik

1947
- 1e in het Criterium der Azen
- 2e in het Critérium International
- 1e bij het  Nationaal Kampioenschap achtervolging op de baan, elite

1953
- 2e bij het Europees Kampioenschap ploegkoers, baan, elite

1958
- 2e bij het Europees Kampioenschap ploegkoers, baan, elite

## Resultaten in voornaamste wegwedstrijden
| Jaar | Milaan-San Remo | Parijs-Roubaix | Luik-Bast.‑Luik |
| ---- | --------------- | -------------- | --------------- |
| 1946 |                 |                | 5e              |
| 1948 |                 | 14e            |                 |
| 1950 |                 |                |                 |
| 1954 | 79e             |                |                 |